# Tour du Boutge
La tour du Boutge est un édifice fortifié situé à Albi, en France.

## Localisation
La tour est située dans le département français du Tarn, sur la commune de Albi, 30 place Henri-de-Grosse.

## Historique
La tour date du XVe siècle.
L'édifice est inscrit au titre des monuments historiques le 13 octobre 1971.

### Liers externes
- Ressource relative à l'architecture :   - Mérimée